# Supercoupe d'Espagne de football 2002
Navigation
Supercoupe d'Espagne 2001 Supercoupe d'Espagne 2003
La Supercoupe d'Espagne 2002 (en espagnol : Supercopa de España 2002) est la dix-septième édition de la Supercoupe d'Espagne, épreuve qui oppose le champion d'Espagne au vainqueur de la Coupe du Roi. Disputée en match aller-retour les 18 août 2002 et 25 août 2002, l'épreuve est remportée par le Deportivo La Corogne aux dépens du Valence CF sur le score cumulé de 4 à 0.
Il s'agit du troisième titre du Deportivo La Corogne dans cette compétition. 

## Compétition
| Vainqueur Coupe      | Aller | Score | Retour | Champion en titre |
| -------------------- | ----- | ----- | ------ | ----------------- |
| Deportivo La Corogne | 3 - 0 | 4 - 0 | 1 - 0  | Valence CF        |